# Moordorf (Steinburg)
Moordorf is een plaats en voormalige gemeente in de Duitse deelstaat Sleeswijk-Holstein, en maakt deel uit van de gemeente Westermoor in de Kreis Steinburg.